# 岩手県道147号陸中山田停車場線
岩手県道147号陸中山田停車場線（いわてけんどう147ごう りくちゅうやまだていしゃじょうせん）は、陸中山田停車場（岩手県下閉伊郡山田町）から下閉伊郡山田町川向町に至る岩手県の一般県道である。

## 概要
陸中山田駅が2011年（平成23年）3月11日に被災したことにより、当道も大きな被害を受けた。復旧工事に伴い、周辺の整備が行われており、鉄道の営業が休止していたため駅へ接続する道路としては利用されていなかった。
2019年（平成31年）3月23日に三陸鉄道の駅として再開されたため、当道も駅へ接続する道路としての役割を再開した。

### 路線データ
- 実延長：179.5m[1]
- 起点：陸中山田停車場[2]（陸中山田駅）
- 終点：下閉伊郡山田町川向町[2]（国道45号交点）

## 歴史
- 1959年（昭和34年）3月31日 - 県道に認定される[3]。
- 2017年（平成29年）11月7日 - 告示上の終点が「下閉伊郡山田町飯岡」から「下閉伊郡山田町川向町」に変更される[2]。

## 地理

### 通過する自治体
- 下閉伊郡山田町

### 交差する道路
- 国道45号（下閉伊郡山田町川向町・国道45号交点）

### 沿線の施設など
- 三陸鉄道リアス線 陸中山田駅